# Llewellyn Evans
Llewellyn Blackwell Evans (Kaiapoi, Canterbury, Nova Zelanda, 2 de gener de 1976 – Nova Zelanda, 29 de setembre de 1951) va ser un jugador d'hoquei sobre herba britànic que va competir a principis del segle xx.
El 1908 va prendre part en els Jocs Olímpics de Londres, on va guanyar la medalla de bronze en la competició d'hoquei sobre herbal, com a membre de l'equip gal·lès.